# Viviers (Moselle)
Viviers település Franciaországban, Moselle megyében. Lakosainak száma 122 fő (2022. január 1.). Viviers Delme, Donjeux, Fonteny, Hannocourt, Laneuveville-en-Saulnois, Oron és Tincry községekkel határos.

## Népesség
A település népessége az elmúlt években az alábbi módon változott:
| Lakosok száma | 124  | 126  | 125  | 123  | 121  | 122  | 124  | 125  | 122  |
|               | 2013 | 2015 | 2016 | 2017 | 2018 | 2019 | 2020 | 2021 | 2022 |